# Peki'in
Peki'in (Hebreeuws: פְּקִיעִין) of Buqei'a (Arabisch: البقيعة) is een dorp met een hoofdzakelijk Druzische bevolking in het Israëlische district Noord. Het ligt acht kilometer ten oosten van Ma'alot-Tarshicha in Hoog-Galilea. In 2017 had Peki'in 5.767 inwoners.

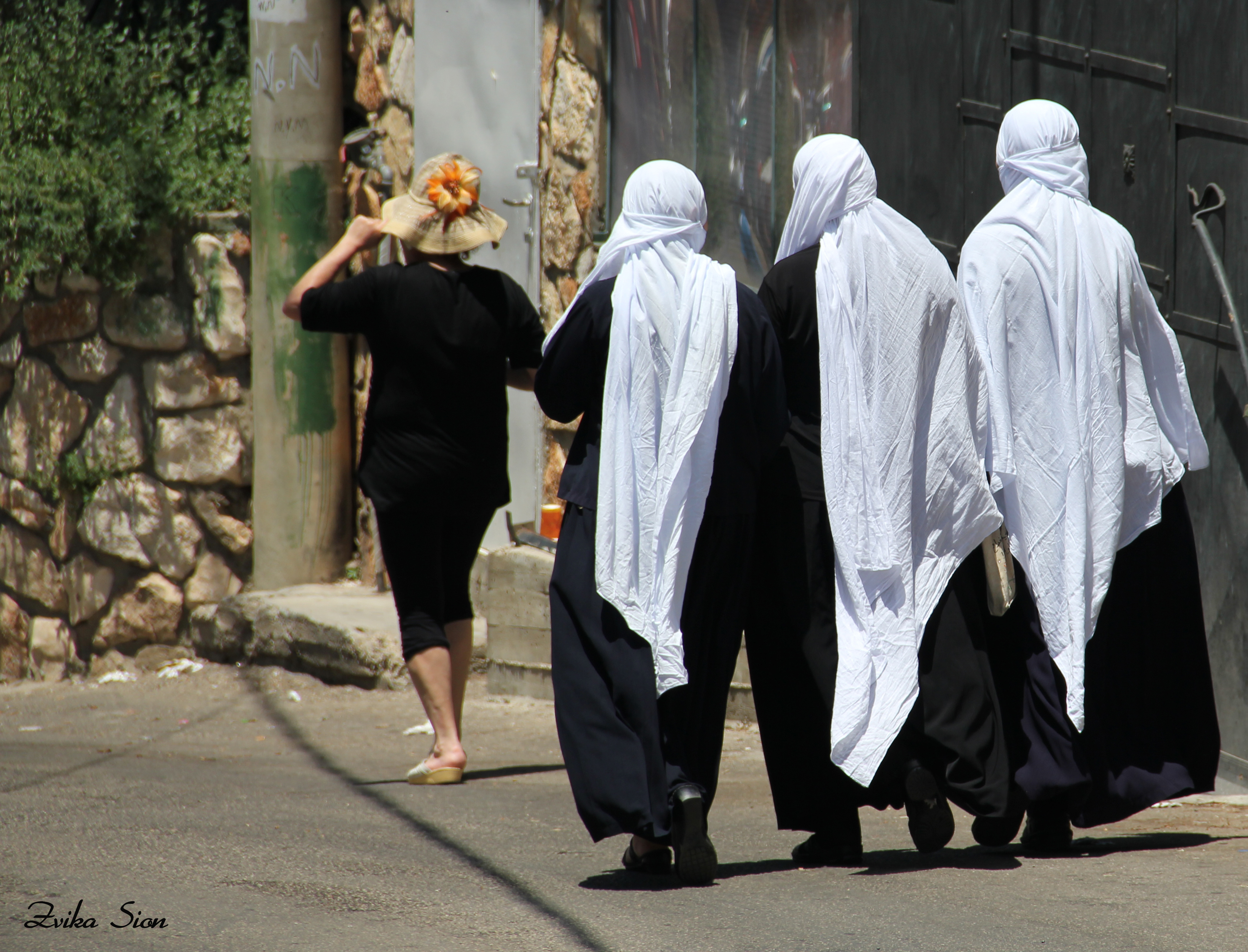
Druzische vrouwen in Peki'in

## Geschiedenis
Peki'in kent een Joodse gemeenschap die terug te voeren is op de periode van voor de verwoesting van de Tweede Joodse tempel in 70 n.Chr. Tijdens de Arabisch-Palestijnse opstand van 1936 tot en met 1939 vluchtten de meeste Joden uit Peki'in naar Hadera. Slechts één Joodse familie keerde terug, de familie Zinati.

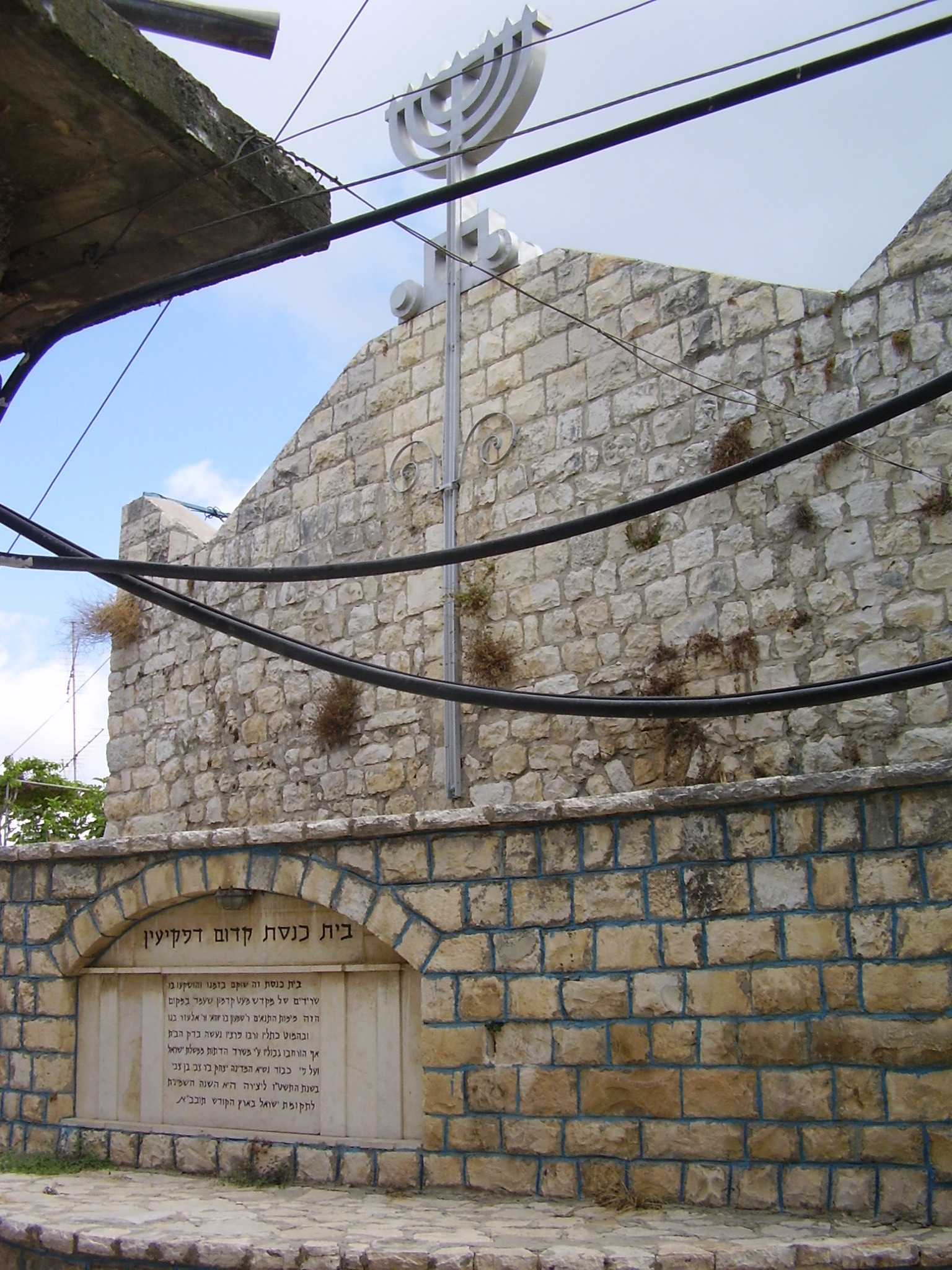
De synagogue in Peki'in

Tijdens de Israëlisch-Libanese Oorlog in 2006 werd Peki'in getroffen door Katjoesja-raketten gelanceerd door Hezbollah, wat aanzienlijke schade veroorzaakte aan woningen en boomgaarden.
In 2007 braken rellen uit na de installatie van een antenne, vanwege angst voor een toenemend risico op kanker. De politie gebruikte kogels en gasgranaten, waarop een groep dorpelingen de woning van een Joodse familie in brand stak. In december 2007 verliet de laatste Joodse familie Peki'in nadat hun auto in brand was gestoken. Hiermee is Margalit Zinati de enige overgebleven Joodse inwoner van Peki'in. Zij beheert de synagoge in het dorp. 